# جاك ستيرن (أستاذ جامعي)
جاك ستيرن (بالفرنسية: Jacques Stern)‏ هو رياضياتي وعالم حاسوب فرنسي، ولد في 21 أغسطس 1949 في باريس في فرنسا.